# Tachina lateromaculata
Tachina lateromaculata là một loài ruồi trong họ Tachinidae.